# قاموس

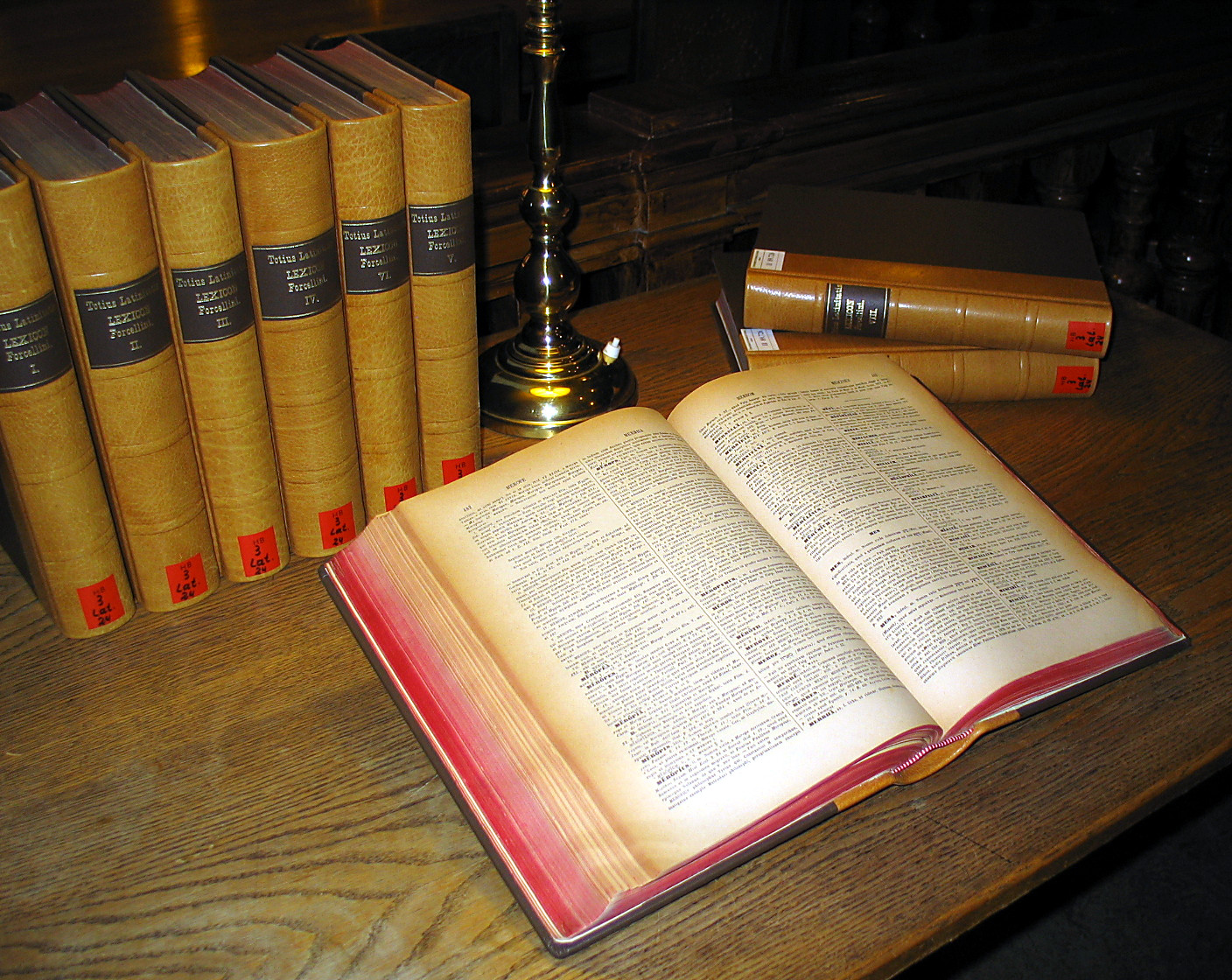
قاموس لاتيني في مكتبة الجامعة في غراز.

القاموس هو أداة لجمع كلمات لغة ما وتعريفها وشرحها. وهناك نوع آخر من القواميس يضم قائمة بكلمات لغة ما وما يقابلها في لغة أخرى. فالقاموس العربي-الإنجليزي، على سبيل المثال يضم قائمة بالكلمات العربية وما يقابله بالإنجليزية. وفي بعض الأحيان يشتمل القاموس على طريقة لفظ الكلمات، ومعلومات عن أصلها وطريقة استخدامها.
وبالإضافة إلى القواميس «العامة» التي تحتوي على مخزون الكلمات كله أو معظمه، هناك قواميس متخصصة كالقواميس الخاصة بعلم بعينه، كالقواميس الطبية والاقتصادية والقانونية، والقواميس المتخصصة بمستويات اللغة كقواميس اللهجات العامية، بالإضافة إلى قواميس لأغراض خاصة كقواميس المترادفات.

## أبرز القواميس

### الألمانية
- قاموس هانز فير الأصلي

### الإنجليزية
- معجم أكسفورد البريطاني
- قاموس ويبستر الأمريكي
- قاموس هانز فير المترجم

## استخدامات القاموس
1. إعطاء معاني الكلمات.
2. الترجمة أو إبجاد المرادف لكلمة ما في لغة أخرى.
3. تهجئة الكلمات، أو اللفظ الصحيح للكلمة وطريقة نطقها.
4. متابعة أصول الكلمة واشتقاقاتها.
5. التمييز بين النادر والمهجور من الكلمات وبين الفصيح والدخيل.
6. معرفة مرادفات الكلمة وأضدادها.
7. طريقة لفظ الكلمات حسب اللهجات في المناطق المختلفة.

## أصل الكلمة
اشتقت كلمة «قاموس» من الانقماس. وبدأ الناس بإطلاق كلمة قاموس على المعاجم عندما اشتهر معجم القاموس المحيط لمؤلفه الفيروزآبادي. وانتشر بين الناس.

## تاريخ
اكتشفت أقدم القواميس المعروفة في مدينة إيبلا (في سوريا). على رقم طينية المدرج عليها أعمدة من الكتابة المسمارية من حوالي 2300 قبل الميلاد، وتتألف من الكلمات في اللغة السومرية ونظرائها في اللغة الأكادية

ومن أقدم القواميس أيضا قاموس بابلي يعود للألفية الثانية قبل الميلاد.

بشكل عام جمعت القواميس العربية بين القرنين 8 م و 14 م، وتم تنظيم الكلمات بعدة طرق منها حسب الترتيب الأبجدي لجذر الكلمة، أو وفقا للترتيب الأبجدي لأول حرف (نظام الحديثة المستخدمة في قواميس اللغات الأوروبية) وغيرها. واستخدم النظام الحديث في القواميس المتخصصة، مثل مسارد المصطلحات من القرآن والحديث، في حين أن معظم القواميس ارتكزت على جذور الكلمات المدرجة في الترتيب الأبجدي، مثل لسان العرب في القرن الثالت عشر والقاموس المحيط في القرن الرابع عشر للميلاد.

## القواميس المتخصصة
القاموس المتخصص : هو القاموس الذي يركز على مجال أو موضوع معين.

يمكن تصنيف المعاجم المتخصصة إلى ثلاثة أنواع:

متعددة المجالات على نطاق واسع وفيها يغطي القاموس عدة حقول (على سبيل المثال قاموس الاقتصاد والتجارة).

أو قد يغطي القاموس حقل أو مجال واحد (على سبيل المثال، قاموس المصطلحات القانونية).

أو فرع من مجال ما (مثل، قاموس في القانون الدستوري).

## القواميس الإلكترونية
القاموس الالكتروني هو إما جهاز إلكتروني أو حاسوب صغير محمول باليد أو هاتف ذكي مع بيانات مرجعية مدمجة (برنامج قاموس).

القواميس الإلكترونية هي أيضاً البرامج التي يمكن تحميلها من الإنترنت أو شراؤها على قرص مضغوط ويتم تثبيتها على جهاز كمبيوتر.

ويمكن أن يكون القاموس بيانات موجودة في مخدمات على شبكة الانترنت يمكن تصفحها بشكل مباشر من حاسوب المستخدم. مثل قاموس جوجل الشهير.

## وصلات خارجية
- ويكاموس - قاموس متعدد اللغات مجاني
- قاموس بينغ
- قاموس جوجل